# Suchinda Kraprayoon
Suchinda Kraprayoon (tai: สุจินดา คราประยูร) (6 d'agost de 1933 - 10 de juny de 2025) va ser un general de l'exèrcit i polític tailandès que va ser primer ministre de Tailàndia durant diverses setmanes el 1992.
Com a comandant en cap de l'Exèrcit Reial Tailandès (1990–1992), va liderar el cop d'estat tailandès de 1991 al febrer i va ser membre de la junta anomenada "Consell Nacional de Manteniment de la Pau". Un any després del cop d'estat, el 7 d'abril de 1992, va ser nomenat primer ministre. Això va provocar protestes massives que van ser violentament reprimides durant el Maig Negre, cosa que finalment va portar a la seva dimissió el 24 de maig de 1992.